# Viby distrikt, Närke
Viby distrikt är från 2016 ett distrikt i Hallsbergs kommun och Örebro län.
Distriktet ligger väster om Hallsberg.

## Tidigare administrativ tillhörighet
Distriktet inrättades 2016 och utgörs av en del av området som till 1971 utgjorde Hallsbergs köping, delen som före 1965 utgjorde Viby socken.
Området motsvarar den omfattning Viby församling hade vid årsskiftet 1999/2000.